# Zbigniew Jasiński (poeta)
Zbigniew Jasiński, ps. „Rudy”, „Zbigniew Rudy” (ur. 12 listopada 1908 w Łodzi, zm. 5 lutego 1984 w Bermagui w Australii) – polski dziennikarz, poeta-marynista, uczestnik wojny obronnej Polski w 1939 r., podporucznik, pracownik radiostacji AK „Błyskawica”, mąż Wandy Karczewskiej.

## Życiorys
Lata I wojny światowej spędził w Rosji. W niepodległej Polsce uczył się w Szkole Morskiej, odbył też studia dziennikarskie w Wyższej Szkole Dziennikarskiej. W latach 1929–32 służył w Marynarce Wojennej, pracował w Lidze Morskiej i Kolonialnej, w Instytucie Bałtyckim w Gdyni. W 1938 brał udział w rejsie jachtu Poleszuk do Afryki.
W okresie międzywojennym był znanym dziennikarzem i poetą. W latach 30. XX w. współpracował z Polskim Radiem. Opublikował marynistyczne utwory poetyckie: Rejs do Rygi (Poznań 1931), Papierowym okrętem, a Ilustrowany Kurier Codzienny drukował w odcinkach jego powieść Biczmen.
Walczył w kampanii wrześniowej, dostał się do sowieckiej niewoli, przewieziony do łagru Tetkino pod Kurskiem. Przeniesiony do Lublina z powodu wymiany jeńców, udało mu się uciec w 1940. W 1941 wstąpił do ZWZ-AK. W 1943 odbył misję kurierską do Jugosławii.
W okupowanej Warszawie działał w Biurze Informacji i Propagandy ZWZ-AK. Podczas powstania warszawskiego przygotowywał dla radiostacji AK Błyskawica sprawozdania i reportaże z frontu walki i utwory poetyckie oddające przeżycia i nastroje powstańców.
Andrzej Pomian nazwał go „poetą powstania warszawskiego”. Zasłynął wierszem pt. Żądamy amunicji (uważanym za najpopularniejszy wiersz powstania), który został nadany z powstańczej radiostacji „Błyskawica” w dniu 24 sierpnia 1944 roku.
Inne wiersze Jasińskiego: Odmawiamy! (inny tytuł: Odpowiedź gazowni przed 10 sierpnia), Sierpień (przed 23 sierpnia), Pieśń Warszawy, Pieśń o Powstaniu, Sumienie świata. Natomiast wiersze Maszerowali i Poprzez druty zostały napisane w oflagu, w październiku 1944. Wydano tomik autorski poezji Zbigniewa Jasińskiego, pt. Krwią i rymem.
Po powstaniu Jasiński przebywał w oflagu XB Sandbostel, a po jego wyzwoleniu pozostał na Zachodzie. Służył w brytyjskiej marynarce handlowej, a od 1952 zamieszkał w Australii, imając się różnych zajęć i zawodów. Nie przestał pisać (choć – cytując jego słowa: moje wysiłki poetyckie zginęły wraz z powstaniem), publikował w polskich czasopismach emigracyjnych, należał do Związku Pisarzy Polskich na Obczyźnie.
Rząd londyński odznaczył go Krzyżem Walecznych i srebrnym Krzyżem Zasługi z Mieczami.
Pochowany na cmentarzu w Rookwood, Sydney.

## Jasiński w utworach muzycznych
- 2005 - fragmenty tekstów jego wierszy zostały wykorzystane przy do stworzenia albumu: "Powstanie Warszawskie" grupy Lao Che.
- 2016 – na płycie "sierpień" zespołu rockowego Fabryka wydanego nakładem Narodowego Centrum Kultury znajduje się jedna kompozycja do wiersza Zbigniewa Jasińskiego - Żądamy amunicji.[5]